# Ергенът
„Ергенът“ (на английски: The Bachelor) е романтично риалити предаване, което се излъчва в 31 държави по света.
Българската версия по лиценз на Warner Bros. Television се излъчва от 2022 г. по bTV. До момента у нас са реализирани 4 сезона на предаването. 
На 27 декември 2024 г. е обявен спиноф на шоуто, озаглавен „Ергенът: Любов в рая“.

## Формат
Екзотика, емоции и търсене на истинската любов са в основата на световноизвестния телевизионен формат. Състезанието проследява пътя на двадесет или повече дами към сърцето на един мъж, който има възможност да открие жената на мечтите си и да я направи своя съпруга на финала. По време на целия сезон участниците се опознават в чуждестранно имение, пътуват до екзотични места, а конфликтите, както вътрешни, така и външни, произтичат от елиминационния регламент на шоуто и борбата за последната роза – основен елемент в шоуто.